# Иванов, Георгий Николаевич
Гео́ргий Никола́евич Иванов (9 февраля 1927, Новосибирск, Сибирский край, СССР — 22 мая 2010, там же, Новосибирская область, Россия) — советский и российский композитор и педагог. Народный артист Российской Федерации (1995). Лауреат премии Ленинского комсомола (1968). Награждён орденом Трудового Красного Знамени. Член Союза композиторов СССР (1957).

## Биография
Родился в 1927 году в Новосибирске в семье дирижёра Николая Иосифовича Иванова, в 1930 — 1940-х годах работавшего с симфоническим оркестром Новосибирского радио, а также в оперном театре. Первые уроки музыки Георгию Николаевичу давал отец. Окончив среднюю школу, работал пианистом-концертмейстером в кукольном театре Сергея Образцова (новосибирском филиале Центрального театра кукол), эвакуированном в Новосибирск. Служил в Ансамбле песни и пляски Сибирского военного округа.
В 1951 году окончил теоретико-композиторское отделение Музыкального училища при Ленинградской консерватории (класс Г. И. Уствольской). В 1956 году окончил Ленинградскую консерваторию по классу композиции (класс Ю. В. Кочурова и В. В. Волошинова).
В 1956—1957 годах — пианист-концертмейстер и руководитель оркестра ВГКО, параллельно с 1956 года преподавал в Новосибирской государственной консерватории. В 1985 году становится профессором, с 1987 — заведующим кафедрой композиции.
В 1971—1976 годах — председатель правления Сибирского отделения Союза композиторов РСФСР. В 1975 году становится заслуженным деятелем искусств России.
Воспитал более 30 композиторов, в числе которых О. Б. Иванов, И. Д. Бершадский и многие другие.
Скончался Г. Н. Иванов 22 мая 2010 года. Похоронен на Заельцовском кладбище в Новосибирске.
21 сентября 2017 года в Новосибирске по адресу: ул. Челюскинцев 30/1 была открыта мемориальная доска в честь Георгия Николаевича Иванова.

## Произведения
- Оперы «Алкина песня» (1967) и «Ревизор» (1983),
- Балет «Цветик-семицветик» (1956) и балетная сцена «Созидатели» (велась также работа над «Василием Тёркиным» (неоконч.)).
- Оперетты:

- «У моря Обского» (1962),
- «Рябина красная» (1968),
- «Три плюс три» (1965),
- «Алло, милиция» (1968),
- «Два цвета времени» (1982).

- Два фортепианных концерта, виолончельный (1979), симфония (1991-92).
- Оратория-посиделки «Сибирские вечера» (1972),
- Хоровые циклы «Страна-маяк» (1964), «Песни молодости» (1965), «Родина космонавта» (1965).
- Вокальные циклы:

- «Говорите о главном» (1967),
- «XX век» (1973),
- «Из лирического дневника Вероники Тушновой» (1974),
- «Вечерние песни» (1979),
- «4 хора на стихи В.Брюсова» (1980),
- «Голодные песни» (1993) на стихи Н.Некрасова.

- Опусы для оркестра русских народных инструментов:

- «Сибирская рапсодия» (1962),
- «Молодежная увертюра» (1963),
- «Веселая увертюра» (1969),
- «Сибирская мозаика» (1970),
- «Юмореска» (1977),
- Концерт для оркестра (1979),
- «Сибирская масленица» (198?),

- Циклы пьес:

- «Хоровод»,
- «Страдания»,
- «Разговоры-разговоры»,
- «Собирается наша улица» (1987),
- «Детская симфония» (1992).